# Kruševica, Bar
Kruševica este un sat din comuna Bar, Muntenegru. Conform datelor de la recensământul din 2003, localitatea are 1 locuitor (la recensământul din 1991 erau 6 locuitori).

## Demografie
În satul Kruševica locuiesc 1 persoană adulte, iar vârsta medie a populației este de 67,5 de ani (0 la bărbați și 67,5 la femei). În localitate sunt 1 gospodărie, iar numărul mediu de membri în gospodărie este de 1,00.
|  |

| Demografie | Demografie | Demografie |
| An         | Locuitori  | Locuitori  |
| ---------- | ---------- | ---------- |
|            |            |            |
|            |            |            |
|            |            |            |
|            |            |            |
| 1948       | 69         |            |
| 1953       | 65         |            |
| 1961       | 35         |            |
| 1971       | 23         |            |
| 1981       | 18         |            |
| 1991       | 6          | 6          |
| 2003       | 1          | 1          |

| \| Componența etnică conform recensământului din 2003[2] \| Componența etnică conform recensământului din 2003[2] \| Componența etnică conform recensământului din 2003[2] \| Componența etnică conform recensământului din 2003[2] \| Componența etnică conform recensământului din 2003[2] \| \| ----------------------------------------------------- \| ----------------------------------------------------- \| ----------------------------------------------------- \| ----------------------------------------------------- \| ----------------------------------------------------- \| \| \| \| \| \| \| \| Muntenegreni \| Muntenegreni \| \| 1 \| 100% \| \| necunoscută \| necunoscută \| \| 0 \| 0% \| |              |  |   |      |
| Componența etnică conform recensământului din 2003 |              |  |   |      |
| |              |  |   |      |
| Muntenegreni | Muntenegreni |  | 1 | 100% |
| necunoscută | necunoscută  |  | 0 | 0%   |